# Село Центральной усадьбы племзавода имени Максима Горького
Центральной усадьбы племзавода имени Максима Горького (баш. Максим Горький исемендәге токомсолоҡ заводының Үҙәк усадьбаһы) — село в Белебеевском районе Башкортостана. Административный центр Максим-Горьковского сельсовета.

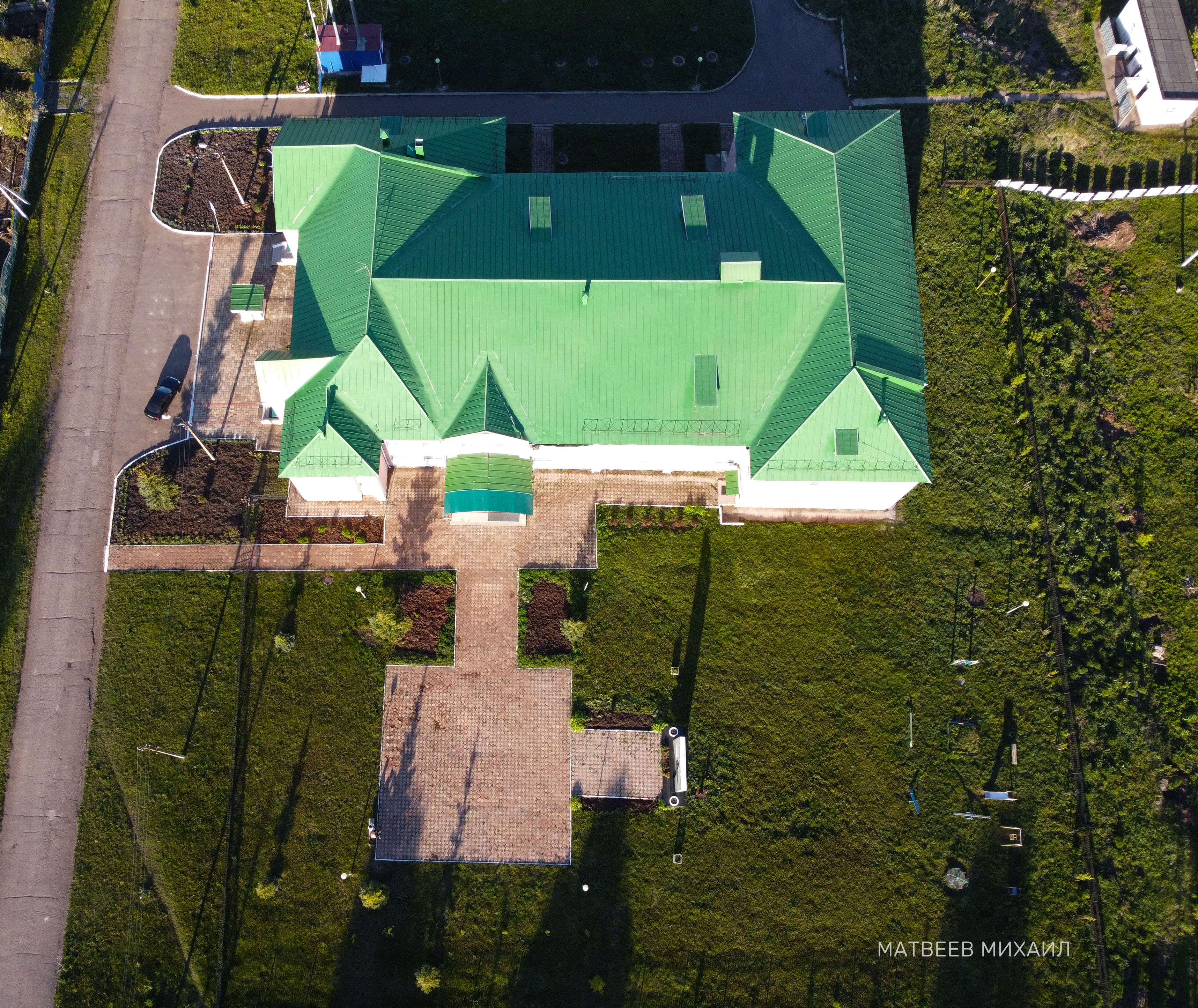
Дом Культуры

С 2005 современный статус.

## География
Расстояние до:
- районного центра (Белебей): 24 км,
- ближайшей ж/д станции (Глуховская): 7 км.

## История
Статус село, сельского населённого пункта, посёлок получил согласно Закону Республики Башкортостан от 20 июля 2005 года N 211-з «О внесении изменений в административно-территориальное устройство Республики Башкортостан в связи с образованием, объединением, упразднением и изменением статуса населенных пунктов, переносом административных центров», ст.1:

5. Изменить статус следующих населенных пунктов, установив тип поселения - село:
6) в Белебеевском районе:

в) поселка Центральной усадьбы племзавода имени Максима Горького Максим-Горьковского сельсовета 

## Население
| 2002 | 2009  | 2010 |
| ---- | ----- | ---- |
| 934  | ↗1021 | ↘993 |

Национальный состав
Согласно переписи 2002 года, преобладающая национальность — русские (50 %).